# 칠라카고추
칠라카고추(스페인어: chile chilaca 칠레 칠라카[*])는 재배종 고추이다. 말린 것은 파시야고추(chile pasilla 칠레 파시야[*]) 또는 네그로고추(chile negro 칠레 네그로[*])라 부른다.

## 특징
스코빌 지수가 1,000~2,500(SHU) 정도로, 맵지 않은 고추이다.

## 사진 갤러리

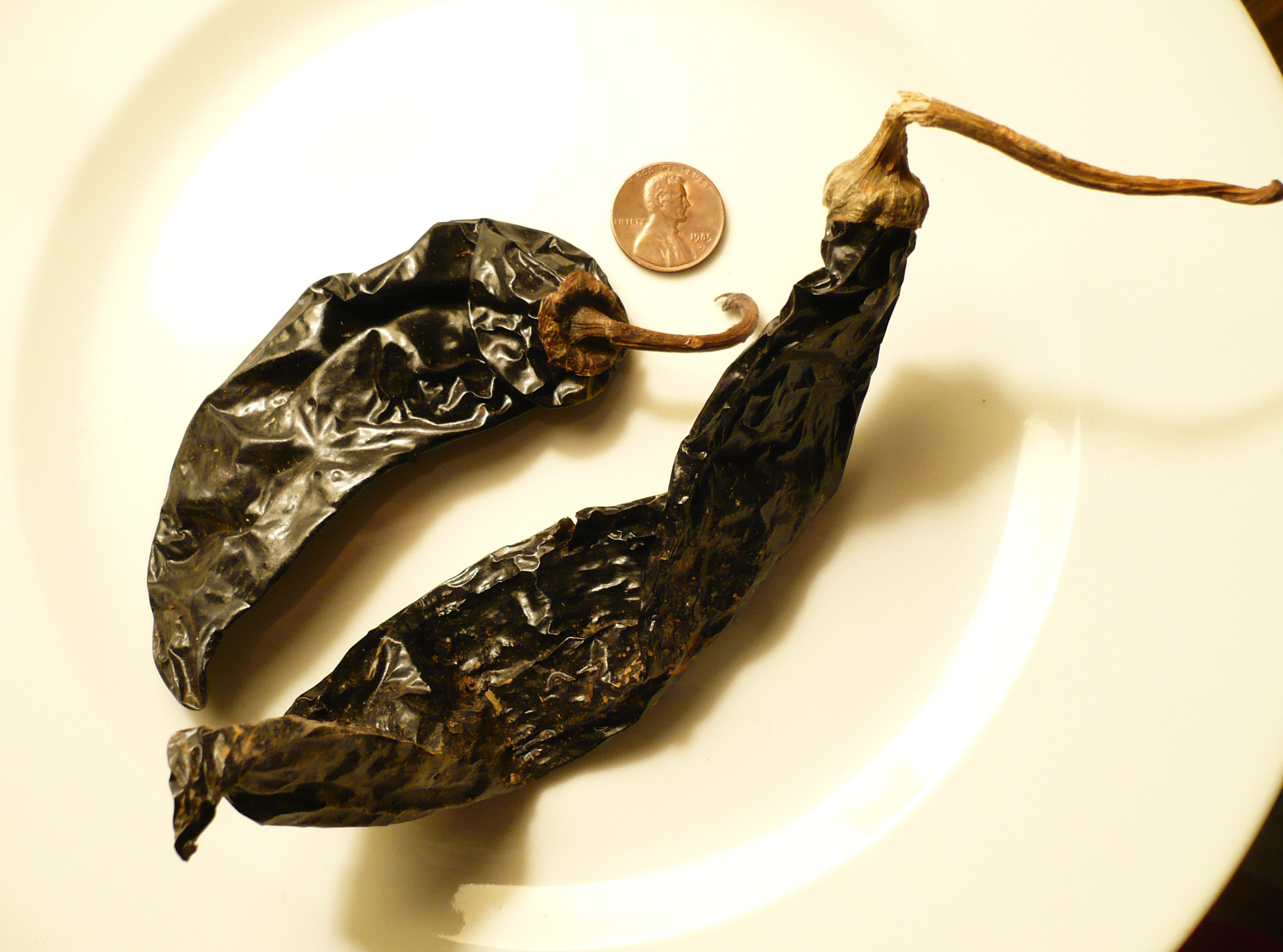
파시야고추

## 같이 보기
- 치포틀레고추